# Lê Bách Quang
Lê Bách Quang (sinh 1947) là một sĩ quan cấp cao trong Quân đội nhân dân Việt Nam, giáo sư, tiến sĩ, hàm Thiếu tướng, từng giữ chức vụ: Phó Giám đốc Học viện Quân y. Hiện ông là Chủ tịch Hội Kí sinh trùng Việt Nam, Viên phó Viện Thực phẩm chức năng.
Trong vụ án ở công ty Việt Á, ông là Chủ tịch các Hội đồng tư vấn, Hội đồng nghiệm thu Đề tài khoa học nghiên cứu chế tạo bộ sinh phẩm xét nghiệm phát hiện COVID-19 và bị Ủy ban Kiểm tra Trung ương kỷ luật bằng hình thức cảnh cáo.

## Phát ngôn
- "Một trong những nguyên nhân dẫn đến thành công này là vai trò của Bộ Khoa học và Công nghệ và Bộ Y tế, cùng sự kết nối chặt chẽ giữa nhà khoa học, nhà sản xuất"[6]